# Arijanska krstionica
Arijanska krstionica, koju je dao izgraditi ostrogotski kralj Teodorik I. koncem 5. stoljeća (u isto vrijeme kada je izgrađena i obližnja Nova bazilika Svetog Apolinarija), je vrlo važan ranokršćanski spomenik u talijanskom gradu Ravenni. Ona je zajedno sa sedam drugih spomenika upisana na UNESCO-ov popis mjesta svjetske baštine u Europi 1996. godine pod imenom: "Ranokršćanski spomenici i mozaici u Ravenni". 
Iako je Teodorik I. pripadao arijanskom vjerovanju, dopuštao je i nicejsko vjerovanje (kršćansko pravovjerje), kojemu su pripadali rimski stanovnici njegovog kraljevstva, i poticao je gradnju bogomolja za oba vjerovanja; i to jedne uz druge. Arijanska krstionica je izvorno pripadala Arijanskoj katedrali sv. Uskrsnuća (Hagia Anastasis), koja je od 526. god. katolička Crkva Svetog Duha (Santo Spirito) ali od koje nije ostalo mnogo nakon opsežne obnove 1543. god.
Građevina je osmerokutnog oblika s dvjema polukružnim apsidama i lučnim prozorima na gornjem dijelu svake strane. Očito je kako je nekad bila dijelom većeg kompleksa s kojim je izravno bila povezana hodnikom. Unutra se nalaze četiri niše i kupola ispunjene mozaicima koji prikazuju Krštenje Kristovo. Krist je prikazan bez brade, androgeničan, napola uronjen u rijeku Jordan, dok je iznad njega Sveti Ivan Krstitelj ogrnut leopardovim krznom. Nasuprot njega je pogansko božanstvo u grčkom ogrtaču, personifikacija Jordana. Iznad njih leti bijela golubica koja pršće svetu vodu iz svog kljuna, simbol Duha Svetoga. Oko njih su radijalno poredani Apostoli u nizu.
Cijela građevina uvelike podsjeća, vjerojatno namjerno, na "pravovjernu" (katoličko/pravoslavnu) Neonsku krstionicu koja je 70 godina starija.
Tijekom Ravenskog egzarhata (7. st.-751.) oko krstionice je niknuo pravovjerni samostan posvećen Gospi. Tijekom savezničkog bombardiranja u Drugom svjetskom ratu ove građevine su uništene i krstionica je ostala u izvornom obliku, iako joj je izvorni pod, kao i u drugih ravenskih spomenika, nekih 2,3 m pod zemljom.
- Mozaici u kupoli
- Krštenje Kristovo
- Krstionica u unutrašnjosti
- Detalj mozaika s Apostolima

## Vanjske poveznice
- Battistero degli Ariani  Arhivirana inačica izvorne stranice od 1. svibnja 2013. (Wayback Machine) na stranicama Ministarstva kulture pokrajine Emilia Romagna (tal.)